# Сантс-Эстасьо (станция метро)
Сантс-Эстасьо́ (кат. Sants Estació) — пересадочная станция Барселонского метрополитена, расположенная в районе Сантс-Монжуик Барселоны. Станция обслуживает вокзал Барселона-Сантс, от которого и получила название. Станция находится на линиях 3 и 5.

## Линия 3
Платформа линии 3 была открыта 20 января 1975 года в составе участка «Сантс-Эстасьо» — «Зона Университариа». Платформы расположены под улицей Нумансия, между дворцом Мельсиор и проспектом Жосепа Таррадельяса. Для выхода в здание вокзала необходимо пройти через вестибюль линии 5. Станция оснащена многочисленными лифтами, и имеет две боковые платформы по 95 метров в длину каждая. В 2004 для доступа к платформам линии 3 был открыт второй вестибюль.

## Линия 5
Платформа линии 5 была открыта в 1969 году, вместе с открытием участка между станциями «Кольбланк» и «Диагональ». Станция метро находится в северной части железнодорожного вокзала, между улицами Гитард и Энрика Баржэса. Станция многоуровневая, но платформа линии 5 имеет собственный вестибюль в западной части комплекса, которая имеет два прямых выхода в здание вокзала. Станция имеет две боковые платформы по 94 метра в длину каждая. Пересадка на линию 3 осуществляется через коридор, расположенный в северном торце платформы по направлению к станции «Зона Университариа».

## Интересные факты
Сантс-Эстасьо — одна из трех пересадочных между линиями 3 и 5 станций (также «Диагональ» и «Валь д’Эброн»). Как эти две станции, платформы двух линий на «Сантс-Эстасьо» соединены между собой подземным проходом. Однако, в отличие от двух других, здесь между двумя линиями проложена ССВ.

## См.также
| В сторону          | <                 | Линия | >         | В сторону     |
| ------------------ | ----------------- | ----- | --------- | ------------- |
| Зона Университариа | Пласа-дель-Сентре |       | Таррагона | Тринитат Нова |
| Курнелья-Сентре    | Пласа-де-Сантс    |       | Энтенса   | Валь д'Эброн  |